# Dream Center
Dream Center es una red de centros sociales evangélicos pentecostales quien ofrece un banco de alimentos, ropas y programas de asistencia. Su sede se encuentra en Los Ángeles, Estados Unidos, y su presidente es Matthew Barnett. Se dice que la organización tiene más de 84 centros en todo el mundo.

## Historia

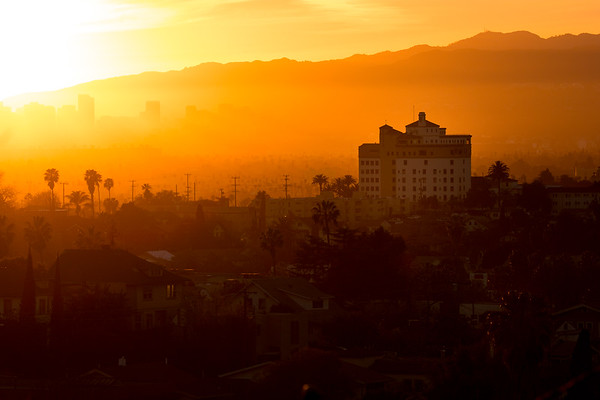
Sede de Dream Center en Los Ángeles.

La organización fue fundada por los pastores Matthew Barnett y Tommy Barnett de Dream City Church en 1994, como una misión de Asambleas de Dios. Después de comprar el antiguo Hospital Queen of Angels en Echo Park, Centro de Los Ángeles, lo convirtió en un centro social en 1997 para personas sin hogar, prostitutas y miembros de pandilla. En 2001, el pastor Matthew Barnett y la Iglesia Cuadrangular fusionaron el Dream Center con el Angelus Temple. Para 2022, la organización había fundado 84 centros en otras ciudades y otros países.

## Programas
La organización ofrece un banco de alimentos, ropas y programas de asistencia a víctimas de desastres, víctimas de violencia doméstica, drogadicción y trata de seres humanos y presos.

## Controversia
En 2005, algunos evacuados del huracán Katrina que se alojaban en el Dream Center dijeron que tenían dificultades para recibir donaciones. Una investigación de activistas sociales concluyó que las acusaciones eran infundadas y eran más una campaña de desprestigio.